# Bernardo Santareno
Bernardo Santareno, seudónimo literario de António Martinho do Rosário (Santarém, 19 de noviembre de 1924 — Carnaxide, 29 de agosto de 1980) está considerado como uno de los más importantes dramaturgos portugueses del siglo XX.

## Vida
Bernardo Santareno nació en 1924 en Santarém, en el Ribatejo, hijo de Maria Ventura Lavareda y de Joaquim Martinho do Rosário. Estudió en el Liceu Nacional de Sá da Bandeira hasta 1939, después de lo cual asistió a los cursos preparatorios para la facultad de Medicina de la Universidade de Lisboa. En 1945 se trasladó a la Universidad de Coímbra, donde se licenció en medicina psiquiátrica en 1950.
En 1957 y 1958, a bordo de los navíos David Melgueiro, Senhora do Mar y del barco hospital Gil Eanes, participó en las campañas de pesca de bacalao en calidad de médico. Su experiencia en el mar le sirvió más tarde como inspiración de muchas de sus obras, como O Lugre, A Promessa o el volumen de relatos Nos Mares do Fim do Mundo.
Intelectual de izquierda, tuvo diversos problemas con el salazarismo: su obra A Promessa fue retirada de los escenarios, por ejemplo, por presiones de la Iglesia católica. Después de la Revolución de los Claveles comenzó a militar activamente en el Movimento Democrático Português y en el Movimento Unitário dos Trabalhadores Intelectuais.
Fue distinguido en tres ocasiones con el Prémio Imprensa. Murió en Carnaxide, Oeiras, en 1980, a los 59 años de edad, y está sepultado en el Cemitério dos Prazeres, en Lisboa.
Santareno dejó inédito al morir uno de sus dramas más vigorosos, O Punho, cuya acción se sitúa en el Alentejo durante la Reforma Agraria. Su obra dramática completa ha sido publicada en cuatro volúmenes. Parte de su legado se conserva actualmente en el Arquivo de Cultura Portuguesa Contemporânea de la Biblioteca Nacional de Portugal.

## Trayectoria como escritor
Bernardo Santareno se reveló inicialmente como poeta, con la publicación de tres libros (Morte na Raiz, 1954; - Romances do Mar, 1955 y Os Olhos da Víbora, 1957), en los que ya se aprecian algunos de los temas fundamentales de su obra dramática.
Sin embargo, donde Bernardo Santareno destacó hasta situarse como uno de los escritores más importantes del siglo XX, fue en el teatro. Su obra se divide en dos ciclos, separados por la evolución estética y artística del autor, pero unidos por una misma preocupación esencial: la reivindicación del derecho a la diferencia, y del respeto a la libertad y al adignidad del hombre frente a toda forma de opresión o discriminación política, racial, económica o sexual.
Esta temática se expresa, en las piezas del primer ciclo (A Promessa y O Bailarino e A Excomungada, publicadas conjuntamente en 1957; O Lugre y O Crime de Aldeia Velha, 1959; António Marinheiro ou o Édipo de Alfama, 1960; Os Anjos e o Sangue, O Duelo y O Pecado de João Agonia, 1961; Anunciação, 1962), a través de un naturalismo poético apoyado en un lenguaje extremadamente plástico y coloquial y estructurado sobre una acción trepidante que alcanza, en las escenas finales, um clima de trágico paroxismo.
A partir de 1966, con la "narración dramática" O Judeu, que retrata el calvario del dramaturgo setecentista António José da Silva, quemado por el Santo Oficio, el autor plasma sus creaciones en el molde del teatro épico de origen brechtiano, adaptándolo a su propio estilo, y asumiendo una posición de creciente compromiso político, lo que provocó que sus obras de este periodo no pudiera ser representadas hasta la caída del régimen salazarista. Las obras de esta época son las siguientes: O Inferno, basada en la historia de los "amantes diabólicos de Chester" (1967), A Traição do Padre Martinho (1969) y Português, Escritor, 45 Anos de Idade (1974), drama cargado de detalles autobiográficos y que fue el primer texto original portugués en estrenarse después de la restauración de la democracia en el país.
En 1979, después de una corta incursión en el teatro de revista en colaboración con César de Oliveira, Rogério Bracinha y Ary dos Santos en la creación del texto de P'ra Trás Mija a Burra (1975), publica cuatro piezas en un acto bajo el título genérico de Os Marginais e a Revolução (Restos, A Confissão, Monsanto y Vida Breve em Três Fotografias), en que combina elementos de sus dos fases creativas, incluyendo la problemática sexual de las primeras obras en el contexto de las convulsiones sociales que son el objeto principal de su segundo estilo.
Santareno, él mismo un "homosexual discreto" aborda la temática de la homosexualidad en muchas de sus obras, por lo que se le puede considerar un pionero en el tratamiento de este tema en la literatura portuguesa, lo mismo que sucede con otros relacionados con las libertades individuales frente a los prejuicios morales y sociales de la época, como el adulterio, la virginidad, el papel de la mujer en el matrimonio, la moral religiosa, etc. La homosexualidad desempeña un papel central en el drama de algunas de sus obras, como O pecado de João Agonia, en que el "pecado" es la orientación  sexual de João, o en Vida Breve em Três Fotografias, en que el tema es la prostitución masculina.

## Obras

### Poesía
- A Morte na Raiz (1954)
- Romances do Mar (1955)
- Os Olhos da Víbora (1957)

### Teatro
- A Promessa (1957)
- O Bailarino e a Excomungada (1957)
- O Lugre (1959)
- O Crime da Aldeia Velha (1959)
- António Marinheiro ou o Édipo de Alfama (1960)
- Os Anjos e o Sangue (1961)
- O Duelo (1961)
- O Pecado de João Agonia (1961)
- Anunciação (1962)
- O Judeu (1966)
- O Inferno (1967)
- A Traição do Padre Martinho (1969)
- Português, Escritor, 45 Anos de Idade (1974)
- Os Marginais e a Revolução (1979)
- O Punho (publicado póstumamente en 1987)